# Distretto di Demirci
Il distretto di Demirci (in turco Demirci ilçesi) è uno dei distretti della provincia di Manisa, in Turchia.